# Régiment de La Mothe
Pour les articles homonymes, voir Régiment de La Mothe (homonymie).
Le régiment de La Mothe est un régiment d’infanterie du Royaume de France créé vers 1600.

## Création et différentes dénominations
- Vers 1600 : création du régiment de Navailles
- 20 avril 1667 : renommé régiment de La Mothe ou régiment de La Motte
- 4 octobre 1673 : Licencié

## Colonels et mestres de camp
- Vers 1600 : Bernard II de Montaut, seigneur de Puntous, duc de Navailles[1]
- 27 mars 1630 : N. de Navailles Pontoux[2]
- 1er août 1634 : Cyrus de Montaut, baron de Navailles, neveu du précédent[3]
- 18 février 1641 : Philippe de Montaut-Besnac, marquis puis duc de Navailles
- 4 février 1645 : Henri de Montaut marquis de Navailles Saint-Geniès[4]
- 20 avril 1667 : Pierre de Jarzé, comte de La Mothe[5]

## Historique des garnisons, combats et batailles du régiment
- Guerre de Trente Ans
  - 1633 : Siège de Nancy
  - 1634 : Siège de La Mothe
  - 1635 : combat de Fresche, Siège de Spire
  - 1636 : Siège de Dôle
  - 1637 : En Guyenne
  - 1638 : Siège de Fontarabie.
  - 1640 : Siège de Turin
  - 1641 : Siège de Coni
  - 1642 : Siège de Tortone
  - 1643 : Siège de Trino, Siège de Pontestura
  - 1644 : Siège de Santia
  - 1646 : Combat de la Mora, bataille d'Orbetello, Siège de Piombino, Siège de Portolongone
  - 1647 : siège de Crémone et l'année suivante au combat qui se donna près de cette place.
- La Fronde et guerre franco-espagnole
  - 1650 : En Guyenne
  - 1651 : Siège de Bordeaux, siège de Cognac
  - 1652 : Siège de Saintes
  - 1653 : En Catalogne
  - 1654 : Expédition de Naples
  - 1657 : En Piémont
  - 1658 : Siège de Mortara
- Guerre de Dévolution
  - 1668 : en Flandre et en Franche-Comté
- Guerre de Hollande
  - 1672 : en garnison de Naërden en Hollande
  - Le 7 septembre 1673, le prince d’Orange attaque Naarden et l'enlève au bout de quatre jours[6],[7] : le régiment de La Mothe est licencié pour avoir mal défendu la place.